# Chiến tranh Pyrros
Cuộc chiến tranh Pyrros (280 - 275 trước Công nguyên) là một loạt các trận đánh và sự thay đổi liên minh chính trị phức tạp giữa người Hy Lạp (cụ thể là Ipiros, Macedonia và các thành bang của Đại Hy Lạp), người La Mã, các dân tộc của Ý (chủ yếu là người Samnite và Etruscan), và người Carthage.
Chiến tranh Pyrros đầu tiên bắt nguồn từ một cuộc xô xát giữa người La Mã và thành phố Tarentum, do một viên quan Tổng tài La Mã vi phạm Hiệp ước Hải quân giữa hai bên. Tuy nhiên, xứ Tarentum lại cầu viện vua xứ Ipiros người Hy Lạp là Pyrros giữa lúc ông đang chiến đấu chống quân Corcyra. Vua Pyrros quyết định họp binh với người Tarentum và tham chiến một loạt những cuộc chiến phức tạp liên quan đến Tarentum, La Mã, Samnite, Etruscan và Thurii (cũng như các thành phố khác của vùng Đại Hy Lạp). Không những thế, tình hình càng trở nên phức tạp khi ông còn can dự vào các mối xung đột chính trị trong nội bộ của xứ Sicilia, cũng như cuộc khởi nghĩa của nhân dân Sicilia chống lại ách thống trị của người Carthage.
Cuộc chinh chiến của vua Pyrros tại xứ Sicilia làm giảm sút đáng kể ảnh hưởng của người Carthage tại đây. Nhưng cuộc chinh chiến của ông tại Ý thì hầu như đều không đem lại kết quả gì, song lại có tác động lâu dài. Cuộc chiến tranh Pyrros minh chứng rằng các thành bang của nền văn minh Hy Lạp cổ đại đã trở nên yếu kém trong việc bảo vệ nền độc lập của các khu định cư tại Đại Hy Lạp và rằng các quân đoàn Lê dương La Mã đã có đủ khả năng cạnh tranh với quân đội của các quốc gia Hy Lạp hóa - thế lực chi phối vùng Địa Trung Hải vào thời điểm đó. Điều này mở đường cho người La Mã mở rộng ách thống trị vượt ra ngoài Đại Hy Lạp và góp phần củng cố quyền lực của họ ở Ý.

## Bối cảnh

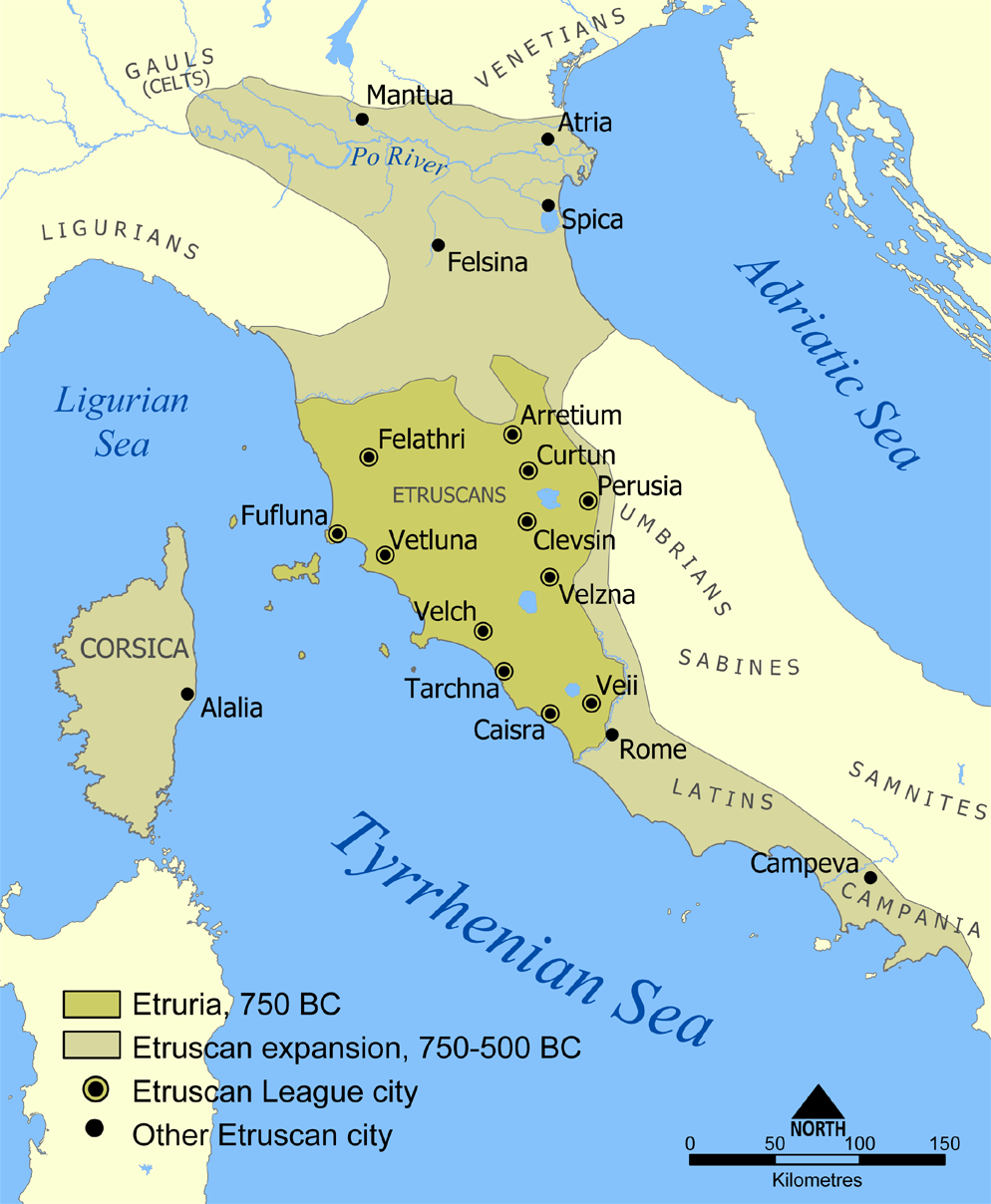
Bản đồ mô tả vị trí của nền văn minh Etruscan và mười hai thành phố của Liên minh Etruscan, vào khoảng năm 500 TCN. Ảnh hưởng này của Etruscan đã bị suy giảm rất nhiều trong suốt cuộc chiến tranh Pyrros.

Trong thời điểm cuộc chiến tranh Pyrros nổ ra, bán đảo Ý đang trải qua giai đoạn dần dần hợp nhất dưới sự bá quyền của người La Mã trong vòng nhiều thế kỷ. Trong cuộc chiến tranh Latinh (340 - 338 trước Công nguyên), vùng Latium rơi vào tay của quân La Mã. Nếu quân La Mã cũng triệt hạ tận gốc sự phản kháng của nhân dân Samite, thì sự bá quyền sẽ chết yểu với vài cuộc xung đột nhỏ - đồng thờilà tàn dư của cuộc chiến tranh Samnite (343 - 290 trước Công nguyên) ngày trước.
Ở phía bắc vùng Latinum do người La Mã thống trị là các thành phố của người Etruscan, còn ở phía nam vùng Samnium là các thành bang của người Hy Lạp (vùng Đại Hy Lạp). Năm xưa, các thành bang độc lập chính trị ở phía nam Ý và Sicila được những di dân Hy Lạp vào các thế kỉ thức 7 và 8 trước Công nguyên. Nhờ có các thành bang này, nền văn minh La Mã cổ được Hy Lạp hóa.
Trên đảo Sicilia ngày trước, xung đột giữa các thành phố vùng Đại Hy Lạp và khu định cư của người Carthage cũng đã hình thành vào thế kỉ thứ 7 và 8 trước Công nguyên, đã trở thành mối mâu thuẫn không ngừng.

## Tarentum cầu viện vua Ipiros
Vào năm 282 TCN, xứ Thurii lâm vào mâu thuẫn với các thành bang khác, do đó họ cầu viện quân La Mã. Đáp lại, chính quyền La Mã phái một hạm đội đến vịnh Tarentum. Nhân dân Tarentum coi đây một hành vi vi phạm hiệp ước giữa họ và người La Mã, theo đó người La Mã không có quyền xâm phạm vào vùng biển Tarentine. Trước tình cảnh đó, nhân dân Tarentum đã tấn công hạm đội, đánh chìm một số tàu và đuổi số còn lại ra khỏi vịnh. Sự kiện này khiến người La Mã sửng sốt và giận dữ, họ bèn phái một viên sứ thần tới để giàn xếp vụ việc. Tuy nhiên, việc đàm phán đã không đi đến đâu, và do đó, quân La Mã tuyên chiến với xứ Tarentum.
Người Tarentum nghĩ đến chuyện cầu cứu các thành bang Hy Lạp trên đất liền, và cầu viện vua xứ Ipiros là Pyrros kéo đại quân đến đánh đuổi quân xâm lược La Mã. Với khát vọng xây dựng một đế quốc hùng cường, Pyrros thấy cơ hội này như là một điểm khởi đầu tốt đẹp và dĩ nhiên là ông chấp nhận.

## Chiến tranh bắt đầu

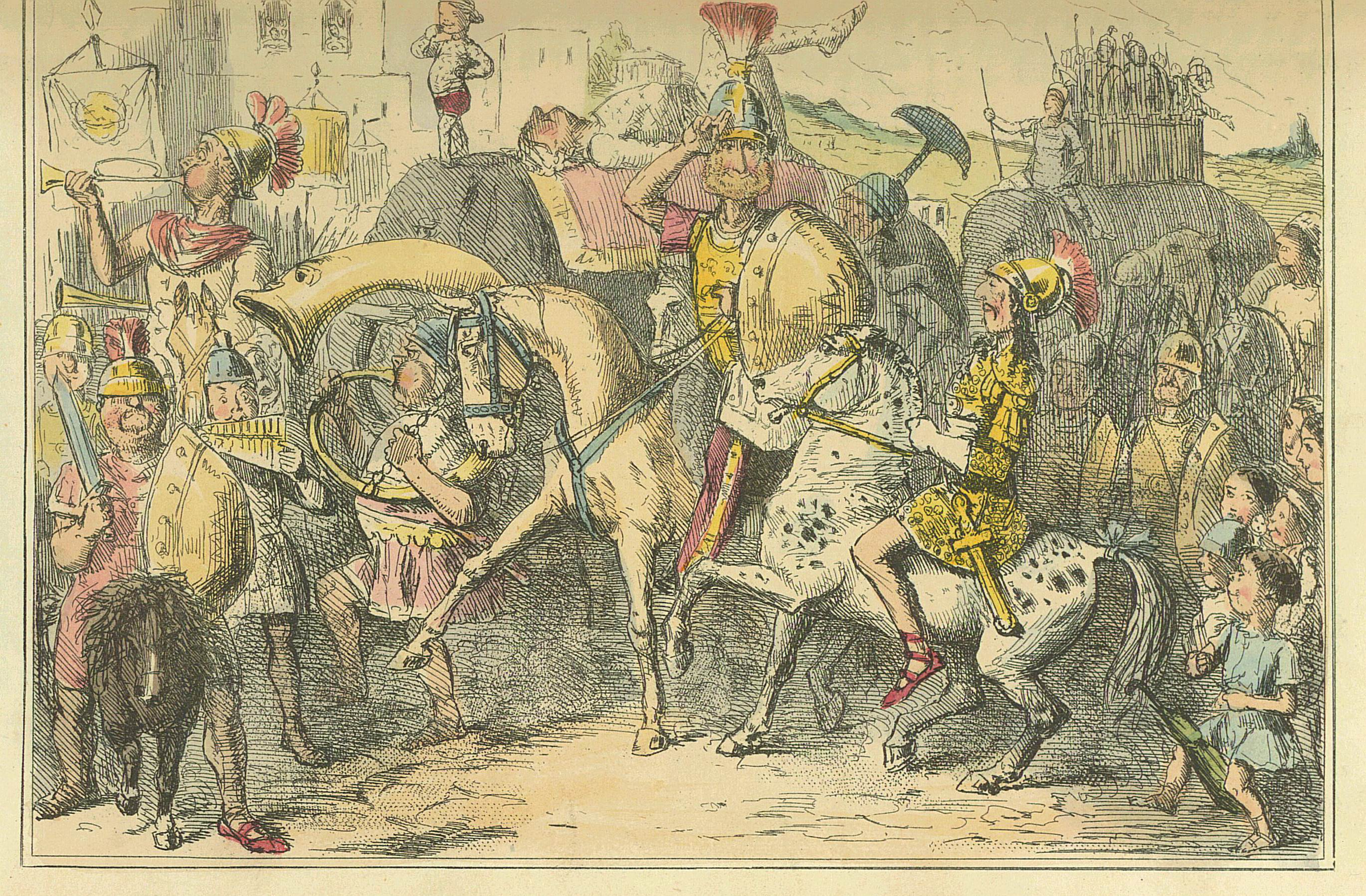
Vua Pyrros kéo đại binh đến đến Ý.

Vào năm 280 TCN, vua Pyrros thân chinh kéo 25 nghìn quân tinh nhuệ Ipiros, cùng với một vài con voi chiến, đổ bộ lên đất Ý. Quan Tổng tài La Mã Publius Laevinius mang 5 vạn quân tinh nhuệ tới vùng Lucanian, nơi mà trận chiến đầu tiên đã diễn ra gần thành phố Heraclea. Trong trận chiến, một con voi bị thương đã làm cho những con khác hoảng sợ, do đó làm quân Ipiros không đạt được một thắng lợi hoàn toàn.
Theo các tư liệu, quân La Mã mất khoảng từ 7 nghìn đến 15 nghìn binh sĩ, trong khi quân Hy Lạp thì mất khoảng từ 4 nghìn cho đến 13 nghìn binh sĩ.
Tuy quân La Mã bại trận, ý nghĩa lịch sử lớn lao của trận chiến này là thể hiện rõ tình hình ổn định của nước Cộng hòa La Mã. Vua Ipiros nghĩ rằng nhân dân các tộc Ý sẽ phất cờ khởi nghĩa chống lại quân La Mã và cùng kéo đến họp binh với ông. Thế nhưng, trong lúc ấy, quân La Mã đã làm chủ được bán đảo Ý, và do đó, chỉ có một vài tộc người Ý kéo đến họp binh với quân Hy Lạp.

## Trận Asculum
Vào năm 279 TCN, vua Pyrros thân chinh tiến hành trận đánh lớn của cuộc chiến tại Asculum. Trận đánh này quy mô hơn, kéo dài hai ngày tại các ngọn đồi ở Apulia. Tướng La Mã Publius Mus đã tìm cách lợi dụng địa hình để hạn chế sức tiến công của kị binh và tượng binh Hy Lạp. Vì vậy ngày đầu tiên đã kết thúc trong tình thế bế tắc. Ngày thứ hai, Pyrros huy động lực lượng tượng binh tiến công với sự hỗ trợ của bộ binh, và cuối cùng thì quân của ông chiếm lĩnh được vị trí của Publius Mus. Quân La Mã mất khoảng 6 nghìn binh sĩ trong khi thương vong của quân đội Pyrros là 3.500 binh sĩ.
Nhưng chiến thắng tại Asculum cũng không thật lừng lẫy. Có sử liệu cho hay, sau hai trận thắng tại Heraclea và Asculum này, Pyrros mất đến 7500 binh sĩ, gần bằng 1/3 quân đội của ông. Theo nhà sử học người Hy Lạp Plutarchud, khi có ai đó ca ngợi chiến công của ông, vua Ipiros tuyên bố: "Một chiến thắng như thế nữa sẽ kết liễu sự nghiệp của ta". Từ đó, thuật ngữ "chiến thắng kiểu Pyrros" ra đời.

## Liên minh với Carthage
Sau lần này, Pyrros tiến hành một cuộc thương lượng để giảng hòa với quân La Mã. Khi người La Mã chuẩn bị bỏ phiếu để quyết định thì một chính khách nổi tiếng của La Mã là Appius Claudius, dù đã già nua và lại còn bị mù, nhưng hô hào nhân dân La Mã đừng có mà đàm phán với vua Ipiros. Nghe theo lời ông, họ liền tuyên bố không chấp nhận đàm phán chừng nào Pyrros - vị vua đấu tranh vì tự do cho Tarentum và các đồng minh - hãy còn ở trên đất Ý.
Nước Cộng hòa La Mã đã thành lập một liên minh với Carthage chống Pyrros (thế mà sau hơn mười năm nữa vì lợi ích ở Địa Trung Hải, La Mã và Carthage đã gây chiến với nhau). Các điều khoản của hiệp ước quy định quyền lợi và tầm ảnh hưởng của mỗi bên đổi lại là một liên minh chống lại Pyrros và tham vọng của ông ta tại Sicilia và Ý.

## Chiến dịch Sicilia
Những Cựu chiến binh của Agathocles, ngay bây giờ định cư ở Messana, đã đề nghị ông giúp đỡ họ.
Sau hai chiến dịch, trong đó, mặc dù ông luôn luôn thắng trận, Pyrros đã mất đi nhiều người của mình nhiều hơn ông có thể chấp nhận, ông quyết định chuyển sang Sicilia (278 TCN) để hỗ trợ những người Hy Lạp ở đó, những người đã chịu áp lực mạnh của Carthage.
Người Carthage đã không chờ đợi để bị tấn công. Khi Pyrros khởi hành đi Sicilia, họ đã bao vây Syracuse, căn cứ cần thiết của ông, và tìm kiếm ông ta với hạm đội của họ. Ông đã tránh được tàu của họ, chiếm được các thành phố Panormus và Eryx.
Vào thời điểm này, tổn thất của ông đã nặng nề và quân tiếp viện của ông lại ít ỏi. Tarentum thì đang gặp khó khăn bởi những người La Mã, và liên minh giữa họ và hạm đội Carthage có thể khiến ông bị mắc kẹt ở Sicilia. Vì vậy, trong một nỗ lực tuyệt vọng, ông một lần nữa quay trở lại Ý, để chiến đấu trong một chiến dịch khác.

## Trận Beneventum
Năm 275 trước Công nguyên, Pyrros đã quay trở lại ở Ý. Ông phải đối mặt với những người La Mã ở thị trấn Maleventum tại miền nam Ý, tại đó ông đã bị đánh bại. Sau khi kết thúc trận chiến, người La Mã đổi tên thị trấn thành Beneventum,để vinh danh chiến thắng của họ trước Pyrros. Ông sau đó rút lui về Tarentum. Pyrros nhanh chóng rời Italia mãi mãi và trở lại lục địa Hy Lạp. Ông đã mất 2 / 3 quân đội của mình trong cuộc chiến và có rất ít thành tựu cho những nỗ lực của mình. Ông đã bị đánh bại vì người La Mã lúc đó đã học được cách để đối phó với những lính giáo và những con voi của ông. Người La Mã đã học được rằng họ có thể làm bị thương voi của kẻ địch bằng cách sử dụng những Pila của họ, những ngọn giáo ngắn được dùng để phóng mà đã sử dụng trong các cuộc chiến tranh Samnite. Điều này khiến cho những con voi hoảng sợ, mà đã trở nên không kiểm soát được và giẫm nát quân đội của chúng.
Vận may đã quay lưng lại với ông, buộc Pyrros phải quay trở về quê hương. Để lại một lực lượng vừa đủ để đồn trú ở Tarentum, Pyrros gương buồm về Epirus. Người Tarentum sau đó đã đầu hàng La Mã (272 trước Công nguyên). Roma đã ký một hiệp ước khoan dung cho những người Tarentum chiến bại, cho phép Tarentum trở thành một thành phố tự trị giống như các thành phố khác. Tarentum tiếp đó công nhận quyền bá chủ của Roma ở Ý và trở thành một đồng minh của Roma, trong một thời gian quân đồn trú La Mã vẫn còn đóng tại Tarentum để đảm bảo lòng trung thành của nó. Các thành phố khác của Hy Lạp và các bộ lạc Brutti với những khu rừng giá trị của họ cũng đầu hàng tương tự như vậy, cam kết cung cấp cho Roma những con tàu và thủy thủ trong tương lai. Một số thành phố Hy Lạp vẫn có thể coi mình chỉ là đồng minh của Roma.

## Kết quả
Chiến thắng trước Pyrros là một thắng lợi quan trọng vì nó là sự thất bại của một đội quân Hy Lạp chiến đấu theo truyền thống của Alexandros Đại đế và được chỉ huy bởi vị tướng tài năng nhất vào thời điểm đó. Năm 272 trước Công nguyên, Cuộc đời của Pyrros đã đi đến hồi kết- một câu chuyện kể lại, trong một trận chiến trên đường phố ở Argos, một người phụ nữ ném một mảnh ngói mái nhà xuống đầu của ông. Choáng váng vì điều đó, ông đã khỏi con ngựa của mình, cho phép một người lính Argos giết ông ta một cách dễ dàng.
Những thuộc địa La Mã mới đã được thành lập ở phía Nam để tiếp tục bảo vệ những lãnh thổ mới dưới sự thống trị của La Mã. Ở phía bắc thành phố Etruscan độc lập cuối cùng, Volsinii, đã nổi dậy và đã bị phá hủy trong năm 264 TCN. Ở Đó, các thuộc địa mới cũng đã được thành lập để củng cố chặt sự cai trị của La Mã. Roma là bá chủ của toàn bộ bán đảo từ eo biển Messina tới biên giới Apennine với người Gauls dọc theo sông Arnus và sông Rubicon.

## Biên niên sử của cuộc chiến
Năm 281 TCN
- Thành phố Tarentum giúp Pyrros của Ipiros giành lại quyền kiểm soát Corcyra.
- Chấp chính quan La Mã Publius Cornelius Dolabella tập hợp một đoàn thám hiểm gồm 10 tàu để thăm dò dọc theo bờ biển phía nam của Ý.
- Philocharis của Tarentum xem đoàn thám hiểm của Cornelius như là một hành vi vi phạm hiệp ước hải quân cổ đại, tấn công cuộc thám hiểm, đánh chìm 4 tàu và chiếm được 1.
- Người Tarentum tấn công đội quân La Mã đồn trú tại Thurii, và đánh bại nó, tiếp đó cướp phá thành phố.
- Roma phái một đại sứ quán tới Tarentum, nhưng bị từ chối và bị sỉ nhục bởi người Tarentine.
- Viện nguyên lão La Mã tuyên bố chiến tranh với Tarentum.
- Chấp chính quan Lucius Aemilius Barbula chấm dứt chiến sự với người Samnite, và hành quân đến chống lại Tarentum.
- Tarentines kêugọi Pyrros tới để bảo vệ họ chống lại người La Mã; Pyrros đã được khuyến khích tham gia bởi một lời tiên tri từ Delphi.
- Pyrros đã thành lập liên minh với Ptolemaios Keraunos và được sự giúp đỡ từ Macedonia cho chuyến viễn chinh của mình đến Ý.

Năm 280 TCN
- Pyrros phái Cineas tới Tarentum trước.
- Pyrros gương buồm tới Ý.
- Pyrros đến Ý, mang theo những con voi chiến trở lại quân đội của ông.
- Người Samnite tham gia với Pyrros.
- Pyrrhus đề nghị thương lượng với những người La Mã.
- Một đội quân đồn trú La Mã được phái đến Rhegium.
- Pyrros đánh bại người La Mã tại trận Heraclea.
- Locri và những nơi khác li khai khỏi những người La Mã.
- Hai quân đoàn mới được tuyển mộ để cho chấp chính quan Publius Valerius Laevinus, được triển khai chống lại Pyrros, và được củng cố bởi các quân đoàn hiện có của chấp chính quan Tiberius Coruncanius từ Etruria.
- Pyrrhus tiến về Roma, xa tới tận Anagnia ở vùng Latium.
- Pyrrhus rút về Campania.
- Cineas đến Roma với tư cách là đại sứ của Pyrros, và cố gắng không thành công để giành được sự ủng hộ cùng với hối lộ.
- Viện nguyên lão bác bỏ các điều kiện hòa bình của Pyrros, sau một bài phát biểu của Ap. Claudius Caecus.
- Cineas trở lại chỗ Pyrros, và gọi viện nguyên lão La Mã là "một hội đồng của các vị vua".
- Gaius Fabricius Luscinus được phái đến với nhiệm vụ thương lượng với Pyrrhus về việc giải phóng những tù nhân chiến tranh La Mã. Pyrros đã cố gắng hối lộ Fabricius, và khi ông ta thất bại, ông ta giải phóng các tù nhân mà không đòi tiền chuộc.
- Pyrrhus xâm chiếm Apulia, và phải đối mặt với quân đội La Mã.
- Pyrrhus đánh bại người La Mã tại trận Asculum, nhưng bị tổn thất nặng nề.
- Mago, đô đốc Carthage, đề nghị hỗ trợ cho những người La Mã, và một hiệp ước tiếp tục được ký kết giữa Roma và Carthage.
- Mago thăm trại của Pyrros trên đường trở về từ Roma.

Năm 279 TCN
- Khi Fabricius phát hiện ra một âm mưu của Nicias, thầy thuốc của Pyrros, âm mưu đầu độc ông ta, ông gửi cảnh báo cho Pyrros.
- Quân La Mã đồn trú ở Rhegium, nổi loạn và chiếm thị trấn.
- Người Sicilia gửi một sứ giả tới chỗ Pyrros, cầu xin ông giúp họ chống lại người Carthage. Pyrros đồng ý.
- Người Mamertines thiết lập một liên minh với Carthage và cố gắng ngăn chặn Pyrros vượt biển đến Sicilia.
- Cineas đi đến Roma một lần nữa, nhưng ông không thể để thương lượng các điều khoản hòa bình.
- Pyrrhus rời Ý và vượt biển tới Sicilia.
- Pyrrhus sắp xếp hòa bình giữa Thoenon và đối thủ của ông ta ở Syracuse.